# Isochromodes vestigiata
Isochromodes vestigiata är en fjärilsart som beskrevs av W. Warren 1904. Isochromodes vestigiata ingår i släktet Isochromodes och familjen mätare. Inga underarter finns listade i Catalogue of Life.